# Народна библиотека и музејска збирка Зворник
Народна библиотека и музејска збирка Зворник од свог оснивања 1946. године па до данас представља најзначајнијег носиоца културних активности на подручју Зворника. Библиотека представља матичну библиотеку регије и надлежна је за рад школских, факултетских и народних библиотека на подручју ове регије. Библиотека се налази у улици Светог Саве бр.9, на територији града Зворник. Библиотека представља стуб културе и знања, што доказује дуготрајно трајање ове институције.

## Историјат
Од оснивања библиотеке 1946. године Библиотека није прекидала са радом чак и у току ратних периода. Данас библиотека поред књига нуди широк избор других активности, креативних радионица, семинара, гостовања, сусрета са књижевницима, музичко-поетских вечери, изложби. Поред тога Библиотека нуди и услуге коришћења интернета у просторијама библиотеке.
Када је библиотека основана, бројала је нешто више од 400 књига, а данас броји преко 70.000 наслова који су доступни свим корисницима библиотеке. Када је почела са радом имала је 85 корисника, а данас је тај број преко 2.000 корисника. У оквиру библиотеке постоји и музејска збирка која је на услузи корисника библиотеке.
Брига о читаоцима свих узраста са различитим потребама и интерасовањима а нарочито брига о најмлађим читаоцима у виду књижевних, језичких и других радионица, приближила је Библиотеку корисницима свих узраста, тако да је поред испуњавања основних функција делатности, Библиотека успоставила много ширу и садржајнију делатност.
Препознатљивост у културном деловању Библиотеке огледала се последњих година у великом броју књижевних сусрета и осмишљеном програму тих сусрета који су читалачкој и интелектуалној публици пружили прилику да се информише о најзначајнијој издавачкој продукцији, да чује живу реч најзначајнијих књижевних стваралаца, историчара, филозофа и књижевних критичара. Успела је да створи велики круг пријатеља, поштовалаца и корисника.
Народна Библиотека Зворник и музејска збирка 2016. године обиљежила је 70. годину постојања и успјешног рада.

## Организација
Основне организационе јединице Библиотеке су:
- Служба општих послова
- одељење за одрасле читаоце
- одељење за дјецу
- општа читаоница
- велика сала за манифестациону делатност